# Schwarwel

Logo

Glücklicher Montag Productions

Thomas Meitsch (* 23. August 1968 in Leipzig), bekannt unter dem Pseudonym Schwarwel, ist ein deutscher Grafiker, Illustrator, Comiczeichner, Regisseur, Art-Direktor und war künstlerischer Leiter des Comicverlages Extrem Erfolgreich Enterprises (EEE), Leipzig.

## Leben
Nach dem Besuch der Polytechnischen Oberschule absolvierte er erfolgreich eine Lehre als Dachdecker und arbeitete danach an den Leipziger Theaterwerkstätten. Nach der Wende wurde er in Berlin-Kreuzberg Grafiker für Clubs, Bands und die von ihm mitbegründete Musikzeitschrift „Messitsch“. Er kreierte Plakate mit Mythen der Post-Punk-Ära als Inhalt.
Seit seinen ersten Schweinevogel-Comicstrips 1987 zeichnete er für verschiedene Magazine, Tageszeitungen und Comic-Publikationen sowie für eine Reihe von Comicserien für den Verlag EEE, für den er zehn Jahre als Mitherausgeber und Chefredakteur fungierte.
Schwarwel ist Schöpfer von Schweinevogel, Iron Doof, Swampie, Sid und dem gesamten Schweiniversum. Der erste Schweinevogel-Comic heißt Liebe, Tod & Teufel. Von 1996 bis 2003 erschienen 14 weitere Hefte und 2008 Schweinevogel – Die Wunder des Schweiniversums. Für das 2007er Songbook Die Wilden Kerle DWK Songs Vol. 1 entwarf er das Gesamtcover, sowie das Layout einzelner Innenseiten.
Seit 2004 arbeitet er als freier Grafiker, Regisseur, Art Director und Illustrator bei „Glücklicher Montag“ (vormals Big F GmbH) und „Torpedo Leipzig“. Unter anderem war er für Animationssequenzen oder auch die Regie von Musikvideoclips von Die Ärzte, Rosenstolz, Killer Barbies und Good Charlotte, sowie von diversen Spielfilmen und TV-Episoden verantwortlich.
Von 1993 bis Anfang 2011 war Schwarwel Art Director der Band Die Ärzte. Aus seiner Feder stammt auch der Comic Geschichten aus der Die Ärzte – Angriff der Fett-Teenager.
Für das Farin Urlaub Racing Team hat Schwarwel die CD-Cover der Alben Am Ende der Sonne sowie Die Wahrheit übers Lügen gestaltet.
Im Herbst 2014 erschien der zwölfminütige Zeichentrickfilm „1989 - Unsere Heimat, das sind nicht nur die Städte und Dörfer“ (Premiere: 10. Oktober 2014 in Leipzig, TV-Premiere am 9. November 2014 im MDR-Fernsehen).
Seit 2015 illustriert Schwarwel Fälle der Fernsehsendung Kripo live, seit 2019 auch weiterer Formate des MDR.

## Filmografie
- Regie/Art Direction/Produktion für Musik-Videos, Realfilm und freie Produktionen
- 1999: Die Ärzte – „Elke“, Vollanimation, 4 min
- 2000: Tolga feat. D-Flame – „Highssgeliebtes Grass“, Flashanimation, 3:40 min
- 2001: „Jagd auf Dr. Motrosius“, Animationskurzfilm mit Video-Inserts, 25 min
- 2002: Die Ärzte – „Monsterparty“, Flashanimation, 3:30 min
- 2003: The Killer Barbies feat. Bela B. – „Candy“, Animation/Realfilm, 3:30 min
- 2003: Die Ärzte – „Unrockbar“, Realfilm, 3:40 min
- 2004: Sebastian Krumbiegel – „An der Bar“, Realfilm, 3:30 min
- 2004: Gute Zeiten, schlechte Zeiten, Folge 3059 – „Bodo, der Waschbär“, Animation, 3 min
- 2004: Mohnblau – „Wars das schon“, Realfilm, 3:40 min
- 2004: Unwritten Law – „Save Me“, Animation, 3:50 min
- 2005: Good Charlotte – „The Chronicles Of Life & Death“, Animation/Realfilm, 4 min
- 2005: Knut Knutson – „Marie-Johanna“, Animation, 3:30 min
- 2005: Farin Urlaub – „Making Of Sonne“, Realfilm
- 2006: Rosenstolz – „Ich geh in Flammen auf“, Animation, 3:40
- 2006: Farin Urlaub – „Krümel – The Movie“, Realfilm, 15 min
- 2007: „Berlin Bulli“, Trailer, Animation, Kreation, 2 min
- 2007: SOKO Leipzig, 3D-Animation, 4:30 min
- 2008: Die Ärzte – „Junge (zensiert)“, Animation-Inserts, 3:30 min
- 2008: „Quick Lunch – Das 1,8 Millionen Gänge Menü“, Animationskurzfilm, 4:53 min
- 2008: Schweinevogel – „Sag Gna!“, Animation, 3:00 min
- 2008: „KEVIN – Integration eines Mythos“, Mockumentary, 76 min
- 2009: „Wo wir sind, ist unten – Over the Edge (Die Rockumentary)“, Dokumentarfilm, 88 min
- 2009: „SPD – Gemeinsam anpacken“, 2 Clips zur EU- und Landtagswahl für Constanze Krehl und Thomas Jurk, je ca. 2,5 min
- 2009: „Edd & Lefou: Swooosh!“ Animation-Sequenzen i. R. d. Showprogramms, 20 Clips, ca. 11 min
- 2009: „Schweinevogel – Es lebe der Fortschritt!“, Animationskurzfilm, 22 min
- 2009: „Die fette Made Trickparade“ Trick-/Animations-Langfilm mit Episoden von Schweinevogel, Ulkbär u. a. und Marionetten-Rahmenhandlung, 74 min
- 2013: „Richard - Im Walkürenritt durch Wagners“, 7:33 min
- 2013: „1813 - Gott mit uns“, 6:45 min
- 2014: „1989 - Unsere Heimat, das sind nicht nur die Städte und Dörfer“, 12 min
- 2016: „Leipzig von oben“, 21 min

## Grafik & Artdirection
- 1992: Illustration für das Cover des Debütalbums First Depression der Berliner Band Depressive Age
- 1993–2010: Gestaltung aller Alben und Singles sowie Webseiten, Anzeigen, Merchandise der Band Die Ärzte
- 1986–2006: Gestaltung von Artworks, Merchandise und Webseite für „EEE – Extrem Erfolgreich Enterprises“
- 2000–2008: Gestaltung von Plakaten, Kinoausstattung, Merchandise und Webseiten für Kinowelt (u. a. Saw, Deutschland – Ein Sommermärchen)
- ab 2000: Gestaltung diverser Artist-Homepages (u. a. Tim Sander, Susan Hoecke, Nilz Böhme)
- ab 2001: Gestaltung von Alben und Singles sowie Webseiten, Anzeigen, Merchandise der Musiker Farin Urlaub und Bela B.
- ab 2001: Artworks und Layout von Bildbänden (u. a. „Die Ärzte – Ein überdimensionales Meerschwein frisst die Erde auf“, „Farin Urlaub unterwegs: Indien und Bhutan“, Christian von Aster „Herr Alptraum“)